# Чалатенанго
Чалатенанго (исп. Chalatenango) — город в Сальвадоре, административный центр одноимённого департамента.

## История
Был основан в 1550 году индейцами. В 1831 году получил статус города.

## Географическое положение
Центр города располагается на высоте 396 м над уровнем моря.

## Экономика
Жители города заняты в сфере сельского хозяйства, многие продукты идут на экспорт в соседний Гондурас.

## Демография
Население города по годам:
| 1992   | 2000   | 2012   |
| ------ | ------ | ------ |
| 15 306 | 17 800 | 21 104 |